# Заречье (Сновский район)
Заречье (укр. Заріччя) — село в Сновском районе Черниговской области Украины. Население 317 человек. Занимает площадь 23,695 км².
Код КОАТУУ: 7425882201. Почтовый индекс: 15224. Телефонный код: +380 4654.

## Власть
Орган местного самоуправления — Заречанский сельский совет. Почтовый адрес: 15224, Черниговская обл., Сновский р-н, с. Заречье, ул. Щорса, 1.